# Ateny
Ateny (nowogr. Αθήνα, Athī́na (trl.), Atina (trb.); st.gr. Ἀθῆναι, Athēnai; łac. Athenae) – stolica i największe miasto Grecji, jeden z najważniejszych ośrodków turystycznych Europy z zabytkami kultury antycznej i zarazem dziesiąty co do wielkości zespół miejski w Unii Europejskiej na poziomie 3,5 mln mieszkańców (cała metropolia ma blisko 4 miliony mieszkańców).

## Położenie
Ateny położone są w administracji zdecentralizowanej Attyka, w regionie Attyka, w jednostce regionalnej Ateny-Sektor Centralny, w gminie Ateny.

## Ludność
Centrum administracyjne – gmina Ateny w 2021 roku liczyła 637 798 mieszkańców na powierzchni 39 km². Strefa miejska Aten (ang. Urban Zone) ma 4 mln mieszkańców według danych Eurostatu. Zespół miejski – tzw. Wielkie Ateny liczy 3 475 000 mieszkańców będąc dziesiątym co do wielkości zespołem miejskim w Unii Europejskiej. Cała metropolia miejska Aten (obszar metropolitalny) ma prawie 4 miliony mieszkańców, według różnych źródeł: według Organizacji Współpracy Gospodarczej i Rozwoju – 3,9 mln; według World Gazetteer – 3 781 274; według Europejskiego Urzędu Statystycznego (Eurostat) – 3 822 843. Według danych ostatniego, greckiego spisu powszechnego (2021) metropolia Aten i Pireusu liczy 3 041 131 mieszkańców.
Przyjmuje się, że Ateny zamieszkuje także ponad milion cudzoziemców, przeważnie niezameldowanych. Według danych Ministerstwa Oświaty, 38% dzieci szkolnych, uczących się w gminie Ateny, nie posiada greckich korzeni rodzinnych. Na podstawie nowego prawa imigracyjnego, dzieci cudzoziemców, urodzone w Grecji i uczęszczające do greckich szkół, od 2010 roku mogą ubiegać się o greckie obywatelstwo.

## Geografia

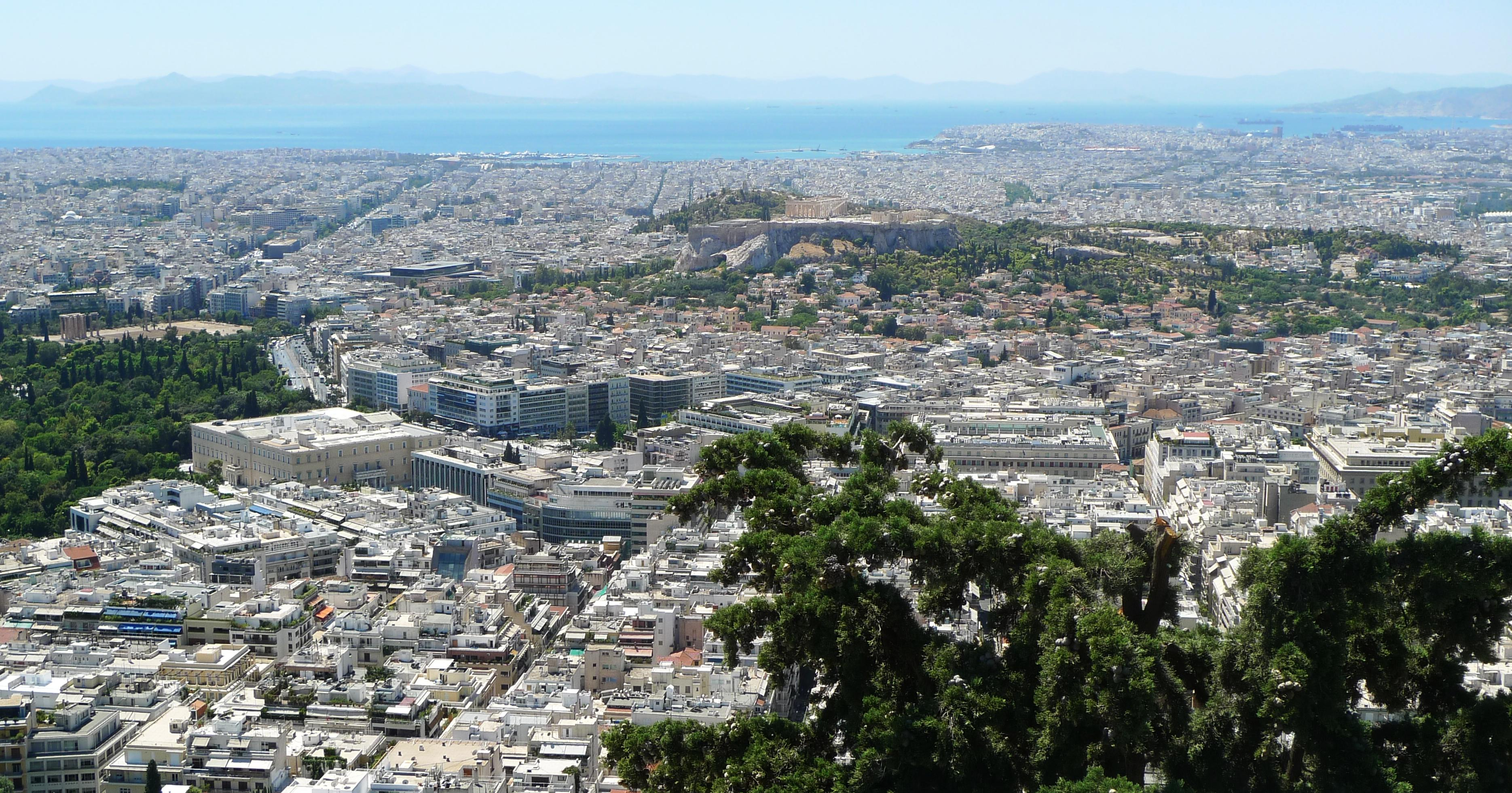
Panorama Aten

Za teren Aten ich mieszkańcy uznają całą szczelnie zabudowaną równinę, rozciągającą się pomiędzy Zatoką Sarońską Morza Egejskiego a czterema górami i częściowo także na ich zboczach. Są to wzgórza:
- Egaleo (wysokość 359 i 414 m n.p.m.) od południowego zachodu,
- Parnita (1423 m n.p.m.) od strony zachodu i północnego zachodu,
- Hymet (1026 m n.p.m.) od wschodu,
- Pentelejkon (1108 m n.p.m.) od północy. Przedmieścia, przelewające się już także poza te granice, w mowie potocznej uważane są za oddzielne miejscowości.

Sporo jest mniejszych wzgórz, a pośrodku ścisłej miejskiej zabudowy, prócz Akropolu, wynurzają się z betonu także dwa rozległe, zielone wzgórza. Są to:
- Turkowunia (Τουρκοβούνια, 277 m n.p.m.), stanowiące zespół wzgórz, przecięty trasą kołową, z nieużytkowanym już kamieniołomem, od strony zachodniej objęty parkiem.
- Likawitos (Λυκαβητός, 227 m n.p.m.) – dla Greków jeden z symboli Aten. „Wielki głaz, upuszczony przez boginię Atenę”. Szczególnie popularny, z uwagi na bezpośrednią bliskość historycznego centrum miasta i ze znakomitymi widokami na nie. Stanowiący rozległy park, z amfiteatrem, fortem artyleryjskim, średniowiecznym kościółkiem św. Jerzego, powstałym w miejscu znacznie starszej świątyni, z rozległym parkingiem i bufetem turystycznym pod szczytem. Dostępny także dzięki naziemnej kolejce linowej, dowożącej także gości ekskluzywnej restauracji[10].

Ateny zbudowano na twardym, lecz aktywnym sejsmicznie górotworze skał osadowych, przedzielonym trzema uskokami tektonicznymi, toteż od lat 30. XX wieku w budownictwie obowiązują technologie antysejsmiczne. Po ostatnim silnym trzęsieniu ziemi, które miało miejsce w 1999 r., przepisy te zaostrzono, obejmując nimi także remonty starszych budynków. Dodatkową przeszkodę geologiczną oraz pułapkę prawną i ekonomiczną stanowią dla budownictwa powszechnie odkrywane w trakcie prac budowlanych fundamenty kolejnych, nieznanych wcześniej budowli starożytnych.

### Klimat
Ateny znajdują się w strefie klimatu subtropikalnego typu śródziemnomorskiego, z łagodnymi zimami i długimi ciepłymi, częściowo gorącymi latami.
| Miesiąc                          | Sty  | Lut  | Mar  | Kwi  | Maj  | Cze  | Lip  | Sie  | Wrz  | Paź  | Lis  | Gru  | Roczna |
| -------------------------------- | ---- | ---- | ---- | ---- | ---- | ---- | ---- | ---- | ---- | ---- | ---- | ---- | ------ |
| Średnie temperatury w dzień [°C] | 13,3 | 13,9 | 16,6 | 20,0 | 25,2 | 30,4 | 33,4 | 33,7 | 28,7 | 23,5 | 18,8 | 14,7 | 22,7   |
| Średnie dobowe temperatury [°C]  | 10,1 | 10,4 | 12,7 | 15,9 | 20,5 | 25,5 | 28,5 | 28,8 | 24,3 | 19,7 | 15,3 | 11,8 | 18,6   |
| Średnie temperatury w nocy [°C]  | 6,8  | 6,8  | 8,8  | 11,7 | 15,8 | 20,6 | 23,6 | 23,8 | 19,8 | 15,9 | 11,7 | 8,8  | 14,5   |
| Opady [mm]                       | 56,9 | 46,7 | 40,7 | 30,8 | 22,7 | 10,6 | 5,8  | 6,0  | 13,9 | 52,6 | 58,3 | 69,1 | 414,1  |
| Średnia liczba dni z opadami     | 12,6 | 10,4 | 10,2 | 8,1  | 6,2  | 3,7  | 1,9  | 1,7  | 3,3  | 7,2  | 9,7  | 12,1 | 87     |
| Średnie usłonecznienie [h]       | 159  | 168  | 189  | 225  | 304  | 360  | 384  | 360  | 252  | 198  | 144  | 105  | 2848   |
| Źródło: Climatebase (od 2000 r.) |      |      |      |      |      |      |      |      |      |      |      |      |        |

| Miesiąc                          | Sty  | Lut  | Mar  | Kwi  | Maj  | Cze  | Lip  | Sie  | Wrz  | Paź  | Lis  | Gru  | Roczna |
| -------------------------------- | ---- | ---- | ---- | ---- | ---- | ---- | ---- | ---- | ---- | ---- | ---- | ---- | ------ |
| Średnie temperatury w dzień [°C] | 13,5 | 14,3 | 16,9 | 21,1 | 26,5 | 31,7 | 34,5 | 34,3 | 29,7 | 24,1 | 18,7 | 14,4 | 23,3   |
| Średnie dobowe temperatury [°C]  | 10,3 | 10,8 | 12,9 | 16,7 | 21,7 | 26,6 | 29,4 | 29,2 | 25,0 | 20,1 | 15,4 | 11,5 | 19,1   |
| Średnie temperatury w nocy [°C]  | 7,1  | 7,2  | 8,9  | 12,2 | 16,8 | 21,4 | 24,2 | 24,1 | 20,3 | 16,0 | 12,0 | 8,5  | 14,9   |
| Opady [mm]                       | 50,5 | 44,6 | 46,6 | 28,4 | 17,1 | 8,7  | 8,7  | 5,4  | 22,3 | 41,9 | 71,8 | 73,1 | 419    |
| Źródło: meteoclub.gr (1987–2016) |      |      |      |      |      |      |      |      |      |      |      |      |        |

| Sty  | Lut  | Mar  | Kwi  | Maj  | Cze  | Lip  | Sie  | Wrz  | Paź  | Lis  | Gru  | Rok  |
| ---- | ---- | ---- | ---- | ---- | ---- | ---- | ---- | ---- | ---- | ---- | ---- | ---- |
| 15,4 | 15,0 | 15,2 | 15,7 | 18,5 | 22,6 | 25,7 | 26,3 | 25,0 | 22,2 | 19,1 | 16,6 | 19,8 |

## Historia
Sąsiadujące z Akropolem wzgórza Muz oraz Pnyks w ogromnej części pokryte są śladami rozległego osadnictwa z okresu neolitu.
W okresie starożytności Ateny były państwem-miastem (polis) o ustroju demokracji bezpośredniej, jednym z najważniejszych w starożytnej Grecji. Ateny, liczące w tamtych czasach ok. 100 tys. mieszkańców, stały się centrum umysłowym Hellady, promieniującym na ówczesny świat (m.in. Fidiasz, Sokrates, Platon, Arystoteles) oraz silnym ośrodkiem politycznym (Ateński Związek Morski). W roku 338 p.n.e. nastąpiła utrata niepodległości na rzecz Macedonii, później władców hellenistycznych, a wreszcie – Rzymu. Po zdobyciu i złupieniu miasta przez Sullę (86 p.n.e.) wyraźnie utraciły na znaczeniu, choć nadal otaczane opieką, m.in. przez Hadriana (łuk, dokończenie Olimpiejonu). Ateny zostały spustoszone m.in. przez Herulów i Wizygotów. Sprowadzone do drugorzędnej roli przez panujących od 1458 Turków. 26 września 1687, po kilku dniach intensywnego ostrzału, precyzyjnie wycelowany, kolejny z wielu pocisków Wenecjan przebija wreszcie gruby strop tureckiego magazynu amunicji urządzonego w Partenonie na Akropolu, niszcząc ten obiekt. W 1834 król Grecji, Otton Bawarski przeniósł stolicę z Nafplionu do liczących wtedy około 6 tysięcy mieszkańców Aten, rozpoczęła się budowa Pałacu Królewskiego (w okolicy placu Syntagma, dziś budynek parlamentu). Budowę ukończono w 1838. W 1896 miały miejsce pierwsze igrzyska olimpijskie ery nowożytnej. W 1935 roku wybudowano synagogę Beit Szalom, największą bożnicę w mieście.
Od 1941 do 1944 miasto znajdowało się pod okupacją niemiecką. 12 października 1944 do Aten wkroczyły oddziały brytyjskie. Od 3 grudnia 1944 do 12 stycznia 1945, z przerwami na negocjacje i święta Bożego Narodzenia, trwały w Atenach walki pomiędzy oddziałami brytyjskimi, siłami królewskimi i byłymi formacjami hitlerowskimi z jednej strony a zgrupowaniem greckich, lewicowych, republikańskich partyzantów ELAS i greckimi komunistami z drugiej strony. W trakcie tych starć brytyjskie lotnictwo wojskowe i marynarka wojenna bombardowały Ateny i Pireus, interweniowały też brytyjskie czołgi. Według różnych szacunków zginęło wtedy od 4 do 12 tysięcy osób. Jedna z głównych ulic, łącząca plac Omonia ze Stadionem Panatenajskim, wkrótce otrzymała imię Winstona Churchilla. Obecnie ponownie jest to ulica Stadiou. Analogicznie, niegdysiejsza ulica Roosevelta dziś ponownie jest to ulica Akadimias.

## Zabytki
Do najważniejszych zabytków Aten należą:
- Zespół architektoniczny Akropolu:

1. Propyleje,
2. Erechtejon,
3. Apteros – Świątynia Nike,
4. Partenon,
5. Muzeum Akropolu;

- Odeon Herodosa Attyka;
- Teatr Dionizosa;
- Zespół budynków publicznych starożytnej Agory Greckiej:

1. Zrekonstruowana stoa Attalosa, mieszcząca Muzeum Agory,
2. Tezejon,
3. Kościół Świętych Apostołów (Solaki),
4. Areopag;

- Forum rzymskie:

1. Wieża Wiatrów,
2. Pozostałości biblioteki Hadriana,
3. dawny meczet Fethiye Tzami – Meczet Zdobywców;

- Łuk Hadriana;
- Świątynia Zeusa Olimpijskiego;
- marmurowy stadion Kallimarmaro (Panathinaiko), wybudowany około 330 p.n.e. i odrestaurowany w roku 1896, miejsce pierwszych Igrzysk Olimpijskich ery nowożytnej, odbytych tu w roku 1896;
- cmentarz Keramejkos;
- kościoły bizantyńskie, w tym Panagia Gorgoepikoos i Kapnikarea;
- malownicza dzielnica Plaka, powstała w okresie panowania tureckiego;
- Zappeion;
- Budynek Parlamentu i Grób Nieznanego Żołnierza;
- Dom Heinricha Schliemanna, w którym obecnie mieści się siedziba Muzeum Numizmatycznego;
- Akademia Ateńska;
- Politechnika Ateńska;
- Biblioteka Narodowa w Atenach.

- na sąsiednie do Akropolu wzgórze Filopapposa, miejsce najstarszego odkrytego, rozległego osadnictwa z ery neolitycznej i punkt widokowy na Akropol. Stąd bardzo dobrze widoczny jest Odeon Herodesa Attyka;
- przez Plakę (lub wokół wzgórza Akropolu) na plac Syntagma (cogodzinne zmiany warty przy Grobie Nieznanego Żołnierza) obok gmachu Parlamentu;
- na wzgórze i zabytkowy fort Likawitos, stanowiące znakomity punkt widokowy na zespół Akropolu oraz Wielkie Ateny, z przeciwnej strony niż wzgórze Filopapposa;
- od strony Plaki, na wzgórze Areopagu (tuż przy wejściu na Akropol).

## Muzea Ateńskie
W Wielkich Atenach funkcjonuje ponad 80 placówek muzealnych. Do najważniejszych należą:
- Narodowe Muzeum Archeologiczne, zaliczane do 10 najważniejszych muzeów świata;
- awangardowy obiekt, oddany do użytku w 2009 roku – nowe Muzeum Akropolu (zlokalizowany poza obrębem wzgórza);
- Muzeum Bizantyńskie;
- Muzeum Benakisa (podarowana narodowi, prywatna kolekcja dzieł sztuki starożytnej, bizantyńskiej oraz Wschodu).

## Gospodarka
Siedziba banków, towarzystw ubezpieczeniowych i licznych firm żeglugowych. Rozwinięty, różnorodny przemysł Aten dostarcza ok. 70% produkcji krajowej. W aglomeracji Aten szczególnie rozbudowane są obiekty obsługi ruchu turystycznego, infrastruktura portowa i obsługa handlu hurtowego, przemysły stoczniowy i petrochemiczny, z licznymi terminalami naftowymi i gazoportami, produkcja wyposażenia hotelarskiego i gastronomii. Działają też duże fabryki branży AGD (spółka Bosch-Siemens-Pitsios), bardzo liczne zakłady przetwórstwa spożywczego, branże skórzano-obuwnicza, odzieżowa, chemiczna, farmaceutyczna i meblarska. Ważny węzeł komunikacyjny (lotnisko międzynarodowe, porty, autostrady, linie kolejowe).
W 2017 roku Ateny były 47. najczęściej odwiedzanym miastem na świecie i 17. w Europie z 4,9 miliona turystów w ciągu roku.

## Transport

### Komunikacja miejska
Miasto ma trzy linie metra oznaczone kolorami, aktualnie o długości 73 km, systematycznie rozbudowywane o nowe odcinki i stacje. Linia niebieska dociera na lotnisko. Na obszarze całych Wielkich Aten funkcjonuje gęsta sieć autobusowa i trolejbusowa oraz kilka linii nowoczesnych szybkich tramwajów. Aglomerację przecina nowoczesna kolej podmiejska „Proastiakos”, wzdłuż jednej z autostrad, docierając także na główne lotnisko. Miasto przecięte jest dwiema autostradami oraz opasane trzema ich odgałęzieniami (obwodnicami zewnętrznych dzielnic).

### Publiczna komunikacja międzymiastowa
Opiera się głównie na – zawsze bardzo ruchliwych – dworcach autobusowych uspołecznionej firmy transportowej KTEL, zlokalizowanych w pobliżu autostrad oraz na licznych liniach promowych, korzystających z portów w Pireusie i Rafinie. Ateńczycy często korzystają też z linii lotniczych.

### Transport lotniczy
Międzynarodowy port lotniczy Ateny – Eleftherios Venizelos położony jest około 20 km na wschód od centrum miasta i obsługuje około 15 mln (2014) pasażerów rocznie.

### Połączenia kolejowe
Do niedawna były bardzo słabo wykorzystywane. Ulega to zmianie, dzięki inwestycjom. Toteż dobry, europejski standard osiągnęły pociągi Intercity, łączące Ateny z Salonikami, a dalej jadące już nieco wolniej, korzystające ze stacji Larissas. Nowoczesne jest też połączenie podmiejskie „Proastiakos”, docierające na półwysep Peloponez, a docelowo do Patry, prosto z lotniska międzynarodowego Eleftherios Venizelos, lub ze stacji Peloponissou. Obie ateńskie stacje kolejowe (Larissas i Peloponissou) położone są obok siebie.

## Sport
W Atenach swoją siedzibę mają kluby piłkarskie Panathinaikos AO, AEK Ateny, Panionios GSS, klub siatkarski Panathinaikos VC oraz koszykarski Panathinaikos BC.

## Mit o pochodzeniu nazwy miasta

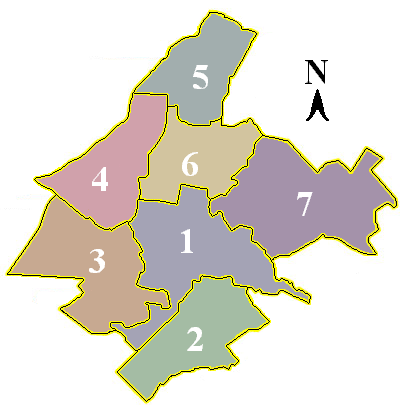
Podział Aten właściwych na dzielnice oznaczone numerami

Bogowie olimpijscy podzielić chcieli między siebie wszystkie miasta i regiony na Ziemi, aby wyznaczyć okolice, w których mieliby doznawać szczególnego kultu. Bogini Atena i król mórz, Posejdon, pokłócili się o Ateny, gdyż było to wielkie, najważniejsze chyba miasto w całej Helladzie. Sami mieszkańcy miasta zbudowanego wokół skały Akropol zaproponowali „zawody”. Miasto zostanie nazwane imieniem tego boga, który podaruje im najbardziej przydatny prezent. Posejdon rzucił trójzębem o kamień i ze szczeliny wytrysnęło źródełko. Dar ten nie wzbudził zachwytu mieszkańców, jako że woda w źródełku była słona. Atena włócznią swą dotknęła wolnej przestrzeni tuż obok źródełka. W tym miejscu wyrosło pierwsze drzewko oliwne. Prezent bogini zyskał o wiele większą przychylność ludzi, zatem miasto na jej cześć nazwano Atenami. Decyzja mieszkańców ściągnęła jednak na nich niechęć Posejdona. Przez tysiąclecia Ateńczycy cierpieć musieli następnie dotkliwe niedobory wody. Jej marnotrawstwo surowo karały prawa Solona i Pizystrata. Cesarz Hadrian wyposażał miasto w liczne akwedukty i około 25 km kolejnych tuneli rozprowadzających wodę, pod zabudową miasta – część z nich użytkowano jeszcze do lat 50. XX wieku. Dopiero jednak wybudowanie w latach 1926–1929 maratońskiego zbiornika wodnego, z towarzyszącym mu 13-kilometrowym tunelem-wodociągiem, w stronę Aten oddaliło klęski suszy, neutralizując tym samym klątwę boga Posejdona.

## Podział administracyjny

### Podział administracyjny Aten
Od strony administracyjnej Ateny właściwe podzielone są na siedem dzielnic, które nie posiadają nazw, a tylko numery. Każda z tych dzielnic utrzymuje samodzielnie infrastrukturę komunalną i zarządza swoim obszarem. Niemniej Ateny zachowały również powszechnie używany podział na dzielnice historyczne mające swoje własne nazwy. Tego podziału używa się w przybliżeniu również jako oddzielnych okręgów wyborczych. Faktycznie granice te obejmują jedynie odpowiednik polskiego określenia „gmina Centrum”.

### Podział administracyjny aglomeracji
| Sektor Centralny: | 1. Gmina Ateny | 2. Dafni-Imittos | 3. Iliupoli | 4. Wironas | 5. Kaisariani | 6. Zografu | 7. Galaci | 8. Filadelfeia-Chalkidona |

| Sektor Zachodni:             |
| 29. Egaleo                   |
| 30. Agia Varvara             |
| 31. Chaidari                 |
| 32. Peristeri                |
| 33. Petrupoli                |
| 34. Ilion                    |
| 35. Agioi Anargiroi-Kamatero |

| Sektor Północny:      |
| 9. Nea Jonia          |
| 10. Irakleio          |
| 11. Metamorfosi       |
| 12. Likowrisi-Pefki   |
| 13. Kifisia           |
| 14. Penteli           |
| 15. Amarusi           |
| 16. Wrilisia          |
| 17. Agia Paraskevi    |
| 18. Papagos-Cholargos |
| 19. Chalandri         |
| 20. Filotei-Psichiko  |

| Sektor Południowy: | 21. Glifada | 22. Elliniko-Argirupoli | 23. Alimos | 24. Agios Dimitrios | 25. Nea Smirni | 26. Palaio Faliro | 27. Kalitea | 28. Moschato-Tawros |

Gminy tworzące Wielkie Ateny razem z Pireusem stanowią jeden wspólny miejski organizm, z nieprzerwaną, wielkomiejską zabudową ulic. Administracyjnie należą jednak do różnych gmin i jednostek regionalnych. Toteż jednostką administracyjną koordynującą ich działania oraz zarządzającą częścią wspólną miejskiej infrastruktury jest region Attyka (Περιφέρεια Αττικής).

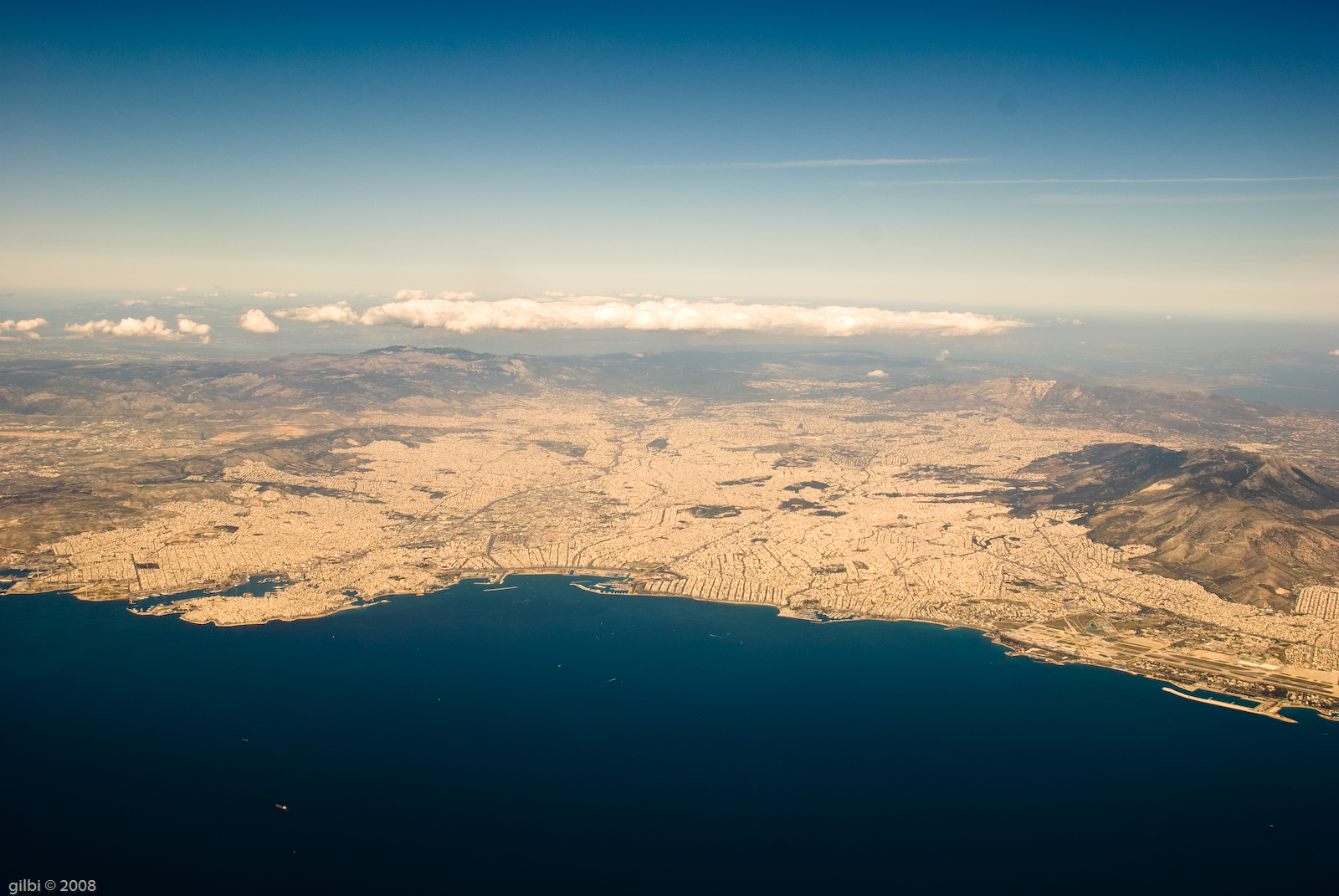
Wielkie Ateny widziane od strony Zatoki Sarońskiej.

| \| Jednostki Regionalne Aten: \| \| Sektor Centralny: * gmina Ateny – biały * pozostałe gminy – purpurowy \| \| Sektor Północny – niebieski \| \| Sektor Południowy – żółty \| \| Sektor Zachodni – zielony \| \| Pireus – brązowy \| |
| Jednostki Regionalne Aten: |
| Sektor Centralny: * gmina Ateny – biały * pozostałe gminy – purpurowy |
| Sektor Północny – niebieski |
| Sektor Południowy – żółty |
| Sektor Zachodni – zielony |
| Pireus – brązowy |

## Miasta partnerskie
| - Athens, Stany Zjednoczone - Barcelona, Hiszpania - Bejrut, Liban - Belgrad, Serbia - Betlejem, Izrael - Bukareszt, Rumunia - Cali, Kolumbia - Chicago, Stany Zjednoczone - Cuzco, Peru - Erywań, Armenia - Los Angeles, Stany Zjednoczone | - Lublana, Słowenia - Montreal, Kanada - Moskwa, Rosja - Nikozja, Cypr - Neapol, Włochy - Paryż, Francja - Pekin, Chiny - Seul, Korea Południowa - Stambuł, Turcja - Tirana, Albania - Waszyngton, Stany Zjednoczone |